# Salomon Gottschalk Geijer
Salomon Gottschalk Geijer, född 5 november 1727 i Risberg, Norra Råda socken, död 28 augusti 1794 i Krokstad, var en svensk brukspatron.
Salomon Gottschalk Geijer var son till brukspatron Bengt Gustaf Geijer och Lovisa Sophia Tranæa samt gift med Magdalena Löfman (1737–1795). Han blev student vid Uppsala universitet 1747 och senare auskultant vid Stockholms rådhusrätt.
Geijer var bror till Bengt Gustaf, Johan Eberhard Geijer och Emanuel af Geijerstam. Från hans son, Carl Emanuel Geijer, utgår den adliga ätten von Geijer. Geijer var far till kemisten Bengt Reinhold Geijer på Bofors bruk, farfar till Gottschalk von Geijer och farfarsfar till Wilhelm von Geijer.